# I Got Rhythm

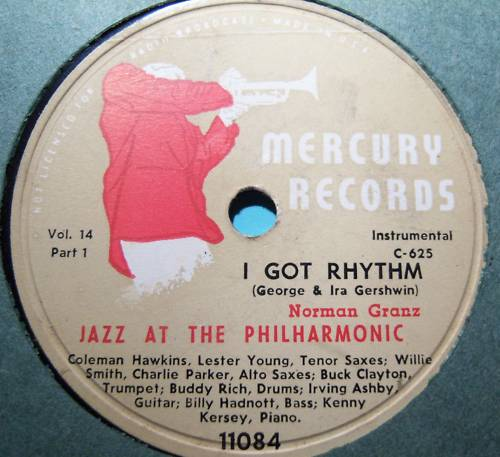
Compact Disc amb la cançó.

I Got Rhythm és una cançó composta per George Gershwin amb lletra d'Ira Gershwin publicada el 1930 que es va convertir en un estàndard de jazz. La seva progressió d'acords, que es coneix com a rhythm changes és la base de molts altres temes de jazz populars i un dels vehicles d'improvisació més comuns.

## Història
El tema va tener el ser origen en el musical Girl Crazy (1930), d'on van sortir també altres clàssics com Embraceable You i But Not for Me. L'obra estava protagonitzada per Ginger Rogers, acompanyada per una debutant Ethel Merman qui va ser l'encarregada de cantar el tema I Got Rhythm, passant a convertir-se en líder estrella de la comèdia musical de Broadway. Gershwin havia escrit originàriament la melodia amb un ritme més lent per la comèdia musical Treasure Girl (1928), però va ser aquesta versió amb un ritme més enèrgic que la convertiria en una de les cançons més enregistrades de l'era pre-rock. Les nombroses versions posteriors s'han allunyat de la concepció original de Gershwin i suponen per si mateixes estàndards propis, obres de Duke Ellington, Lester Young, Charlie Parker, Thelenoious Monk, entre d'altres.
La melodia amb frases breus i entretallades suposava un repte pel lletrista, amb versos de quatre sil·labes. Louis Armstrong en la versió que en va fer el 1931 va prescindir de la part cantada. Poc després Clarence Hutchenride en feia un solo de saxòfon baríton de seixanta-vuit compasos en la seva versió. Benny Goodman amb Teddy Wilson, Lionel Hampton i Gene Kruppa també l'interpretaren en el seu recital al Carnegie Hall (1938), i la cançó no va tardar a convertir-se en un clàssic en els locals de Harlem.

### En el cinema
La cançó es va interpretar en les dues versions cinematogràfiques del musical. La primera el 1932, interpretada per Kitty Kelly y una altra el 1943, aquesta segona Girl Crazy protagonitzada per Judy Garland i Mickey Rooney, amb l'orquestra de Tommy Dorsey. A Rhapsody in Blue (1945), un llargmetratge dirigit per Irving Rapper sobre la vida del compositor George Gershwin s'interpreta variacions de I Got Rhythm. També a Un americà a Paris (1951) Gene Kelly va cantar i ballar el tema en una escena amb un grup de nens francesos.

## Versions
Algunes de les versions notables són
- George Gershwin (Manhattan Theatre - 1931)
- Louis Armstrong (Chicago - 1931)
- Benny Goodman Quartet (Carnegie Hall NY - 1938)
- Count Basie, Benny Goodman, Benny Carter i d'altres (Nova York - 1942)
- Coleman Hawkins, Lester Young, Charlie Parker (Embassy Auditorium LA - 1946)
- Willie Smith (Tonhalle Zurich - 1949)
- Stéphane Grappelli i McCoy Tyner (tema inclòs en l'àlbum One on One Nova York - 1990)
- Eric Reed (tema inclòs en l'album Pure imagination - 1998)
- Tony Glausi (versió instrumental en l'àlbum My Favorite Tunes - 2020) [cal citació]